# Coccobotrys xylophilus
Coccobotrys xylophilus är en svampart som först beskrevs av Elias Fries, och fick sitt nu gällande namn av Boud. & Pat. 1900. Coccobotrys xylophilus ingår i släktet Coccobotrys och familjen Agaricaceae.   Inga underarter finns listade i Catalogue of Life.